# (6069) Cevolani
(6069) Cevolani est un astéroïde de la ceinture principale.

## Description
(6069) Cevolani est un astéroïde de la ceinture principale. Il fut découvert le 8 août 1991 à l'observatoire Palomar par Henry E. Holt. Il présente une orbite caractérisée par un demi-grand axe de 2,25 UA, une excentricité de 0,04 et une inclinaison de 4,0° par rapport à l'écliptique.

## Compléments